# Renzo Poluzzi
Renzo Poluzzi (27 dicembre 1919 – 27 agosto 1983) è stato un allenatore di pallacanestro e dirigente sportivo italiano.
Ragioniere, era il dirigente accompagnatore della Virtus Bologna che ha vinto quattro scudetti negli anni quaranta e si occupava delle sostituzioni durante le partite perché nessuno ricopriva il ruolo di allenatore. La sua ultima stagione fu la 1949-50.
Dopo, è rimasto in società come direttore sportivo e revisore dei conti.

## Palmarès
- Campionato italiano: 4

Virtus Bologna: 1945-1946, 1946-1947, 1947-1948, 1948-1949